# 汉内斯·米勒
汉内斯·武尔夫·米勒（德語：Hannes Wulf Müller，2000年5月18日—），德国男子曲棍球运动员。他曾代表德国国家队参加2024年夏季奥林匹克运动会男子曲棍球比赛，获得一枚银牌。